# 静岡市立御幸町図書館
静岡市立御幸町図書館（しずおかしりつみゆきちょうとしょかん）は、静岡県静岡市葵区御幸町にある公共図書館。
市街地中心部の複合商業施設「ペガサート」内にある。2004年9月17日に開館した。静岡市庁舎内にあった静岡市立追手町図書館の後継館であり、12館ある静岡市立図書館のひとつである。蔵書数では12館中6位、貸出数では12館中4位だが、入館者数では12館中1位である（2014年度）。図書館の構想段階からビジネス支援サービスを取り入れた先進的な図書館である。

## 基礎情報
- 所在地 : 静岡県静岡市葵区御幸町3番地21 ペガサート「ビネスト」4階・5階部分[2]
- 延床面積 : 2,074.17m2[2]
  - 4階は1,030m2 : おはなしコーナー、こどものほんのコーナー、一般開架など
  - 5階は1,044m2 : 専門雑誌・新聞コーナー、一般開架コーナー、ボランティア活動室、電子図書館、閲覧・学習コーナー、閉架書庫など
- アクセス : JR東海道本線静岡駅から徒歩5分、または静岡鉄道新静岡駅から徒歩1分[3]

## 歴史

### 追手町図書館

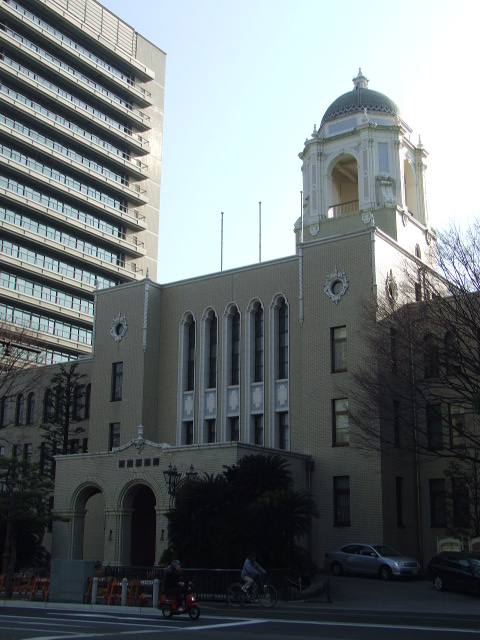
追手町図書館があった静岡市役所（画像は本館）

1969年（昭和34年）には静岡市初の公立図書館として、追手町に静岡市立図書館が開館した。静岡市立図書館の老朽化にともなって、1984年（昭和59年）には城北地区の大岩本町に静岡市立中央図書館が開館。これによって中心市街地から図書館がなくなったため、1986年（昭和61年）には静岡市役所新庁舎3階のワンフロアに静岡市立追手町図書館が開館した。その立地から行政資料コーナーの存在が特色であり、静岡市役所総務課市史編纂室が所管していた自治体市史類を引き継いでいる。
追手町図書館は中心市街地にあることから、中央図書館と間違えて来訪する利用者も少なくなかった。平日は市役所の駐車場を無料で利用することができ、この駐車場は休日のみ有料となった。1998年度の追手町図書館の蔵書数109,312冊は、中央図書館の蔵書数515,326冊の約1/5であるが、追手町図書館の貸出数337,969冊は、中央図書館の貸出数684,489冊の約1/2に達している。

### 移転計画

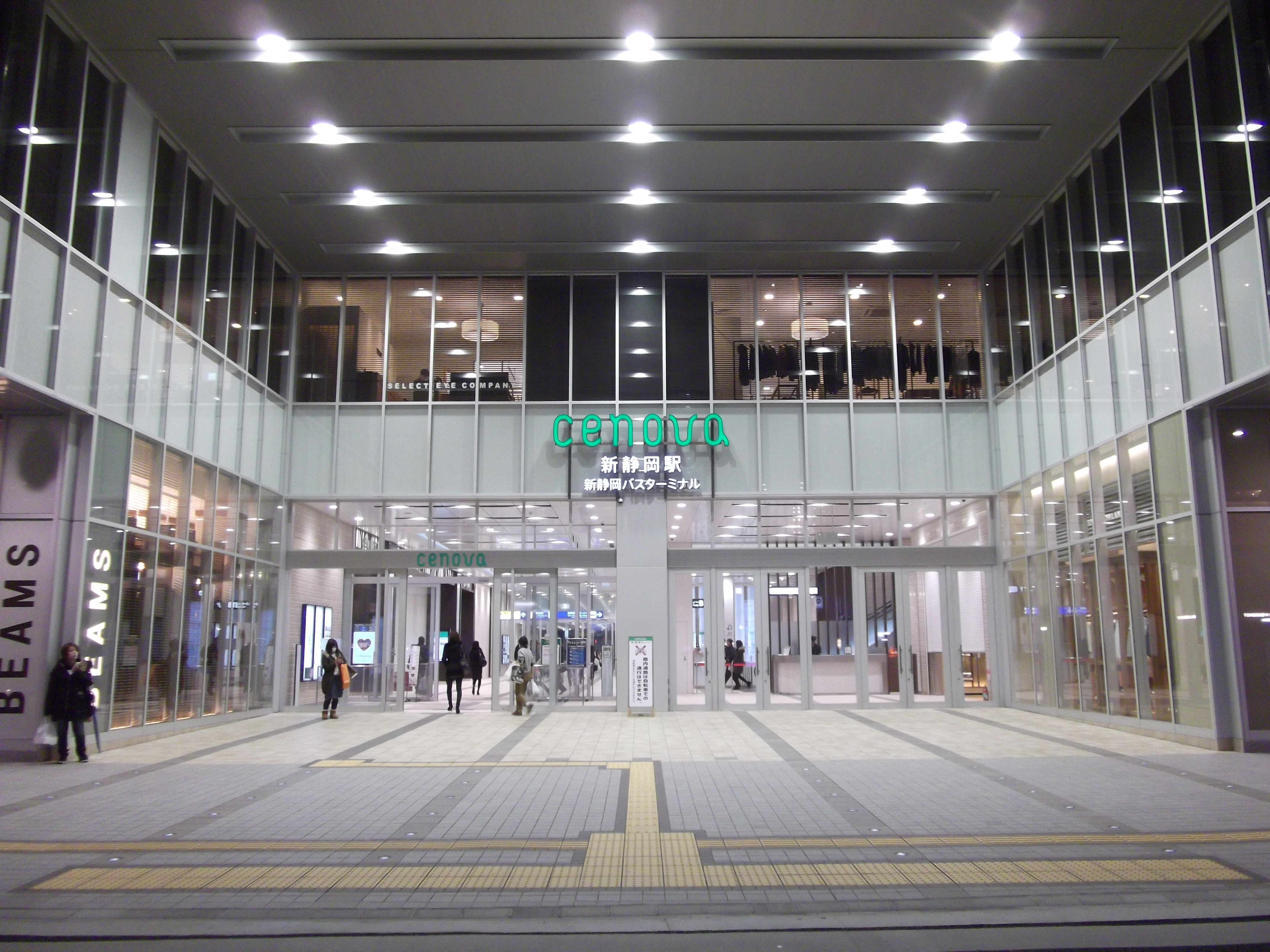
隣接するビルにある静岡鉄道新静岡駅

1998年（平成10年）頃には静岡市立図書館の職員のプロジェクトチームが中央図書館を中心市街地に移転させる構想を打ち出した。2000年には中心市街地の御幸町と伝馬町に再開発ビルを建設することが決定したため、静岡市はこの再開発ビルの4フロアを購入して、2フロア分を図書館に、残りの2フロアを都市型産業支援施設に宛てることとした。図書館2フロア分の延床面積は約2,000mであり、延床面積の狭さなどの問題から中央図書館を移転させるのは困難だったため、近隣の追手町図書館を複合ビルに移転させることとした。このビルは静岡鉄道新静岡駅とバスターミナルがある新静岡センターと向かい合っており、静岡市でもっとも賑わいのあるエリアに位置する。複合ビルの設計は静岡市内で葵タワーなども手掛けることになるアール・アイ・エー。
2001年（平成13年）4月1日には基本構想等策定委員会が設置され、栗田仁（建築家）、草谷桂子（児童文学者）、杉田至朗（静岡新聞論説委員）、竹内比呂也（図書館情報学者）、平野雅彦（情報プランナー）の5人が委員に就任。静岡市が基本構想策定委員会を設けるのは、（中央館ではない）地域館としては異例のことである。2002年5月10日には「仮称静岡市立御幸町伝馬町地区図書館基本構想」が策定され、「ビジネス支援サービス」というコンセプトが明確にされた。
2003年（平成15年）4月1日には旧静岡市と清水市が合併して新静岡市となった。同月には静岡市職員の渡邉正人が追手町図書館の館長に就任。渡邉は自治体職員として庶務、相談員、施設管理、経理など様々な職種を経て、静岡市立南部図書館で2年間実務を経験した上で追手町図書館長に就任している。2004年4月1日には静岡中央図書館と清水中央図書館が統合され、静岡中央図書館が新静岡市の中央図書館となった。

### 御幸町図書館

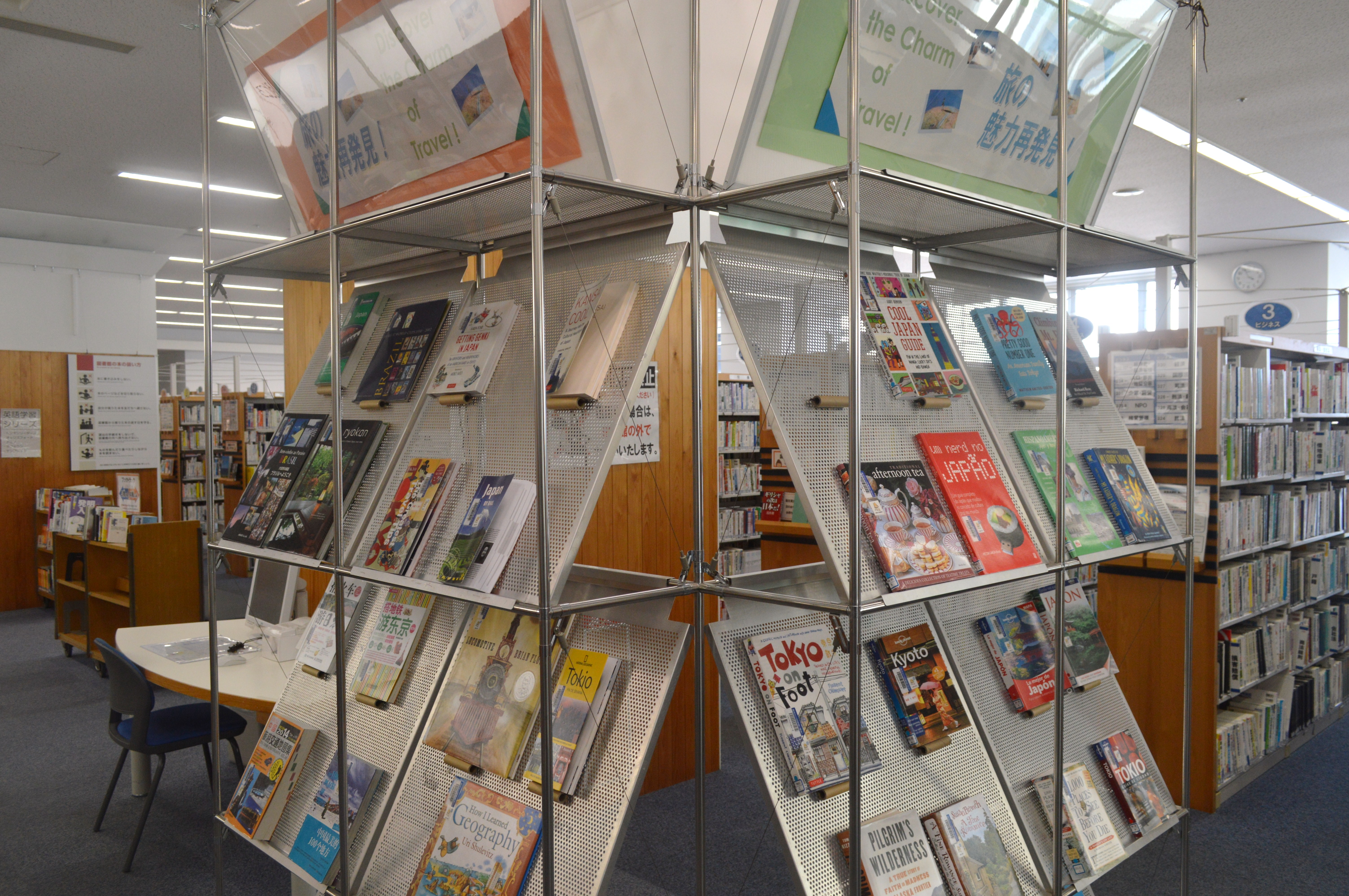
図書館内のラック

2004年（平成16年）9月17日、追手町図書館の御幸町への移転という形をとって静岡市立御幸町図書館が開館した。館長は公募を行うことも検討されたが、追手町図書館長の渡邉がそのまま御幸町図書館長に就任している。追手町図書館の閉館時の蔵書数は約11万冊、開館した御幸町図書館の所蔵可能冊数は18万冊であるため、ゆったりとした書架での出発となった。
旧静岡市と旧清水市では図書館の開館時間が異なっていたが、2005年（平成17年）5月には静岡市の全館を旧清水市の開館時間に合わせ、午前9時30分開館となった。2003年度の追手町図書館と2004年度の御幸町図書館の統計を比較すると、入館者数は1.6倍（1,918人/日）に、貸出点数は1.4倍（1,398点/日）に増加している。2006年4月には第2代館長に豊田高広が就任。豊田は静岡市職員として社会教育分野に携わり、静岡市中央図書館を経て2004年9月の開館時に御幸町図書館に転任していた。
ビジネス支援サービスなどが評価され、2006年（平成18年）には文部科学省の「これからの図書館像」で9つの先進事例の一つとして紹介された。その立地を生かしたビジネス支援サービスを計画的に展開している点が評価され、2007年（平成19年）にはLibrary of the Yearの優秀賞と会場賞を受賞した。同年の大賞には滋賀県愛荘町の愛荘町立愛知川図書館が選ばれている。

## 特色
御幸町図書館の特徴はビジネス支援サービスと多言語サービスであり、書架の約半分はビジネス支援または多言語サービスが占めている。早い時期からビジネス支援サービスを本格的に実施していた図書館として、新聞や専門誌などに紹介されている。一般的な図書館における貸出の中心は児童書や文芸書であるが、御幸町図書館では書架の配置にしても所蔵冊数にしても脇役の地位にある。約400タイトルある新聞・雑誌の半分以上はビジネス関連である。
図書館内には約30台のPCが設置されており、2007年時点で約20タイトルの商用データベースにアクセスすることができる。開館時には図書へのICチップの導入や自動貸出機の導入も検討されたが、静岡市立図書館全体の電算システムとの整合性の問題から実現していない。

### 立地面の特徴
| 静岡市立図書館各館の入館者数（2014年） | 静岡市立図書館各館の入館者数（2014年） | 静岡市立図書館各館の入館者数（2014年） | 静岡市立図書館各館の入館者数（2014年） | 静岡市立図書館各館の入館者数（2014年） |
| -------------------------------------- | -------------------------------------- | -------------------------------------- | -------------------------------------- | -------------------------------------- |
| 館                                     |                                        |                                        |                                        | 人                                     |
| 1.御幸町                               | 1.御幸町                               |                                        | 467,780                                | 467,780                                |
| 2.南部                                 | 2.南部                                 |                                        | 437,138                                | 437,138                                |
| 3.中央                                 | 3.中央                                 |                                        | 331,897                                | 331,897                                |
| 4.清水中央                             | 4.清水中央                             |                                        | 270,940                                | 270,940                                |
| 5.長田                                 | 5.長田                                 |                                        | 222,788                                | 222,788                                |
| 6.西奈                                 | 6.西奈                                 |                                        | 180,399                                | 180,399                                |
| 7.北部                                 | 7.北部                                 |                                        | 148,923                                | 148,923                                |
| 8.清水興津                             | 8.清水興津                             |                                        | 102,598                                | 102,598                                |
| 9.藁科                                 | 9.藁科                                 |                                        | 86,025                                 | 86,025                                 |
| 10.蒲原                                | 10.蒲原                                |                                        | 69,969                                 | 69,969                                 |
| 11.美和分館                            | 11.美和分館                            |                                        | 57,482                                 | 57,482                                 |
| 12.麻機分館                            | 12.麻機分館                            |                                        | 56,075                                 | 56,075                                 |
| -.移動図書館                           | -.移動図書館                           |                                        | -                                      | -                                      |

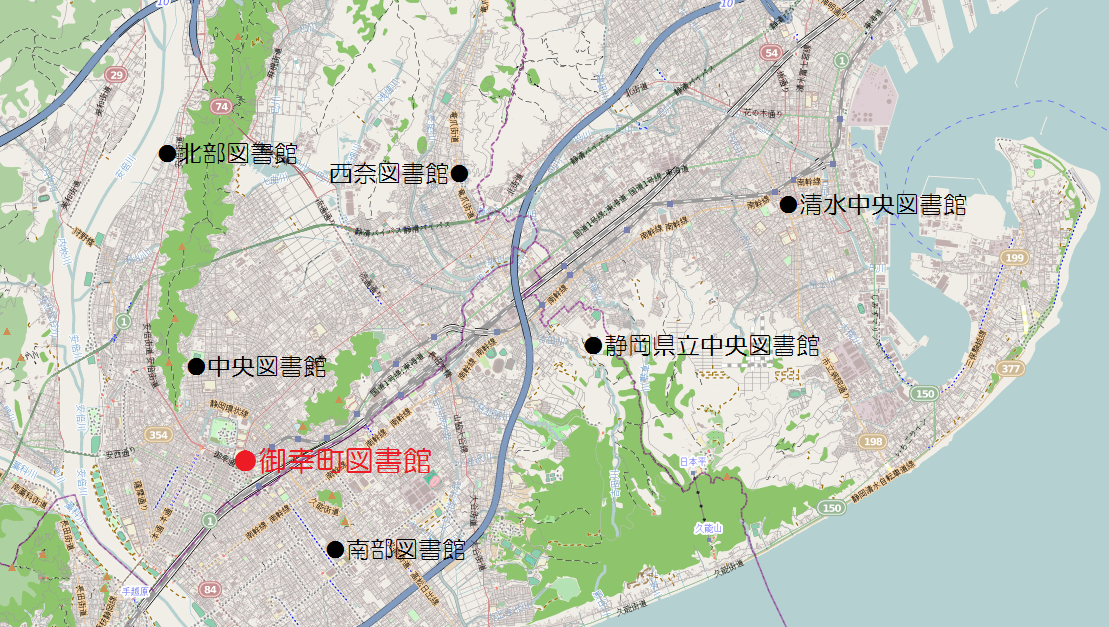
御幸町図書館（赤）と静岡市中心部にある図書館

2003年（平成15年）に旧静岡市と清水市が合併して新静岡市となり、静岡市は2005年（平成17年）に政令指定都市に移行して行政区を導入した。静岡市に3つある行政区のうち、葵区には静岡市立中央図書館や御幸町図書館を含めて5つの図書館が存在する。中央図書館は静岡市の中心市街地からやや離れた城北地区にあり、御幸町図書館とはサービスの住み分けがなされている。2005年にワード研究所がインターネット上で行った自治体公共サービス満足度調査によると、「図書館の満足度」で葵区は千葉県浦安市（浦安市立図書館）についで全国2位タイだった。
御幸町図書館は静岡市街地中心部にある複合ビル「ペガサートビル」の4階と5階の2フロアを使用しており、それぞれのフロアにカウンターが設置されている。地域図書館としての機能（児童・ヤングアダルト・生活・健康・文芸）は4階、ビジネス支援、法律・経済・産業・静岡関連資料、外国語資料は5階に振り分けている。同一ビルの6階と7階には静岡市が運営する静岡市産学交流センターが入居しており、図書館と産学交流センターは連携してビジネス支援サービスを行っている。御幸町図書館と産学交流センターの二つの施設には「B-nest」（ビネスト）という愛称が付けられている。産学交流センターには指定管理者が導入されているが、御幸町図書館は静岡市の直営である。
公共図書館には珍しく専用駐車場がなく、自動車で来訪した利用者はペガサートビルの有料駐車場を使用する必要がある。御幸町図書館は開館時から徒歩または公共交通機関による来訪を想定している。バスや電車を利用する通勤通学者の利用者比率が高かったために、無料駐車場がないことへの苦情はほとんどないという。自動車での来訪者が少ないことで、一度の利用における貸出冊数は少なく、開館1年後時点では他館の平均が3.3-3.5冊だったのに対して、御幸町図書館は2.4冊だった。

### ビジネス支援

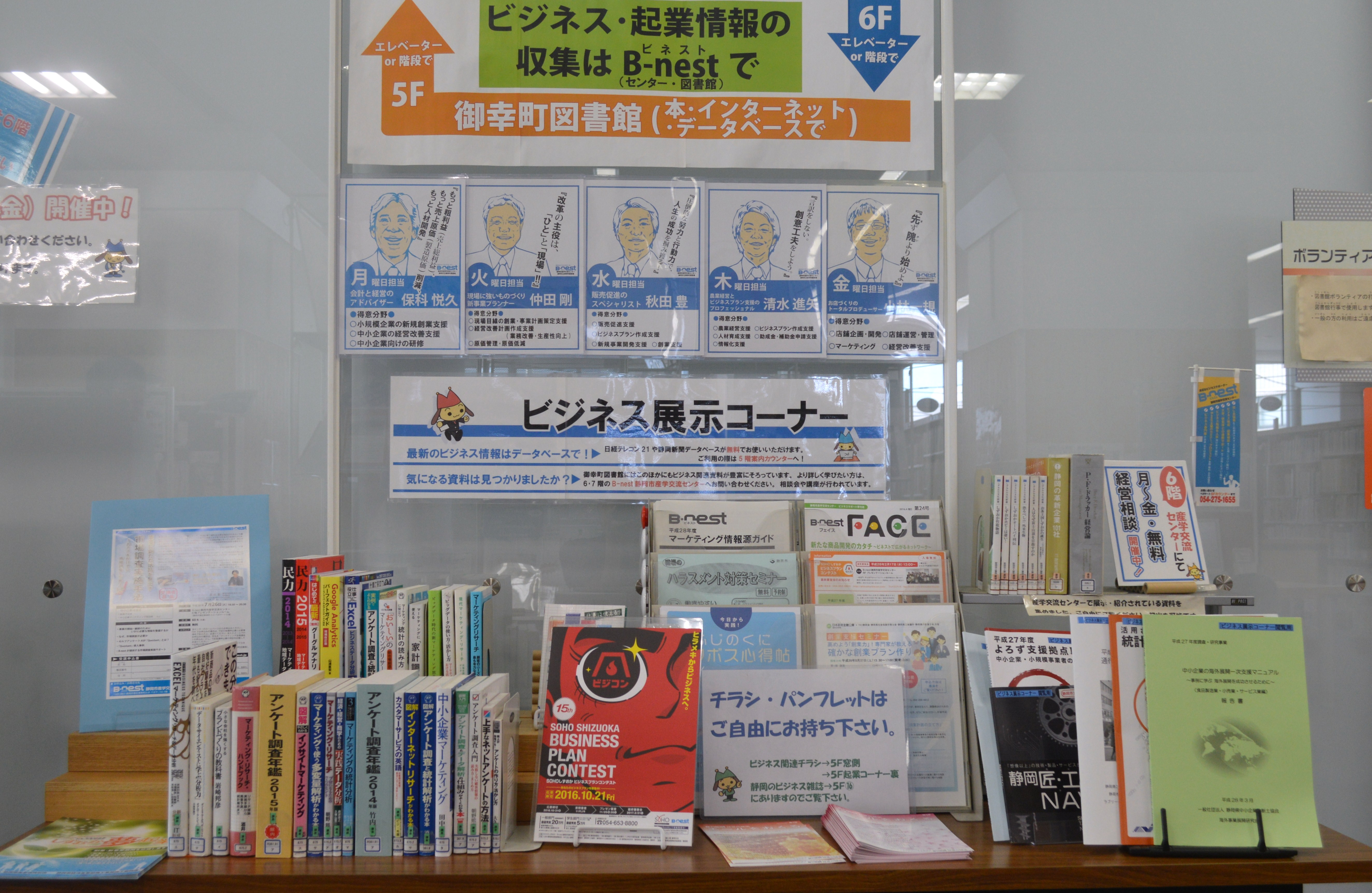
ビジネス展示コーナー

経済・経営関係の図書・雑誌・新聞・データベースを幅広く提供しており、図書に関しては入門書・実用書・パンフレット・統計書・年鑑の収集に力を入れている。中でも特に静岡県の企業や経済に関する資料の収集を重視しており、いわゆる灰色文献も収集している。議員・NPO法人・公務員などが活動に利用できるよう、法律情報に関する文献も重点的に収集している。
同一ビル内の産学交流センターと連携し、産学交流センターが注力している資料の収集や産学交流センターの利用促進に努めている。科学技術情報や特許情報については基礎的なサービスを提供し、静岡県立中央図書館や大学図書館などの図書館間連携や、発明協会など関連機関との連携を重視している。これらのビジネス支援は御幸町図書館単独の事業ではなく、静岡市役所産業政策課などとの産学官連携の枠組みの中に位置づけられている。

### 多言語サービス

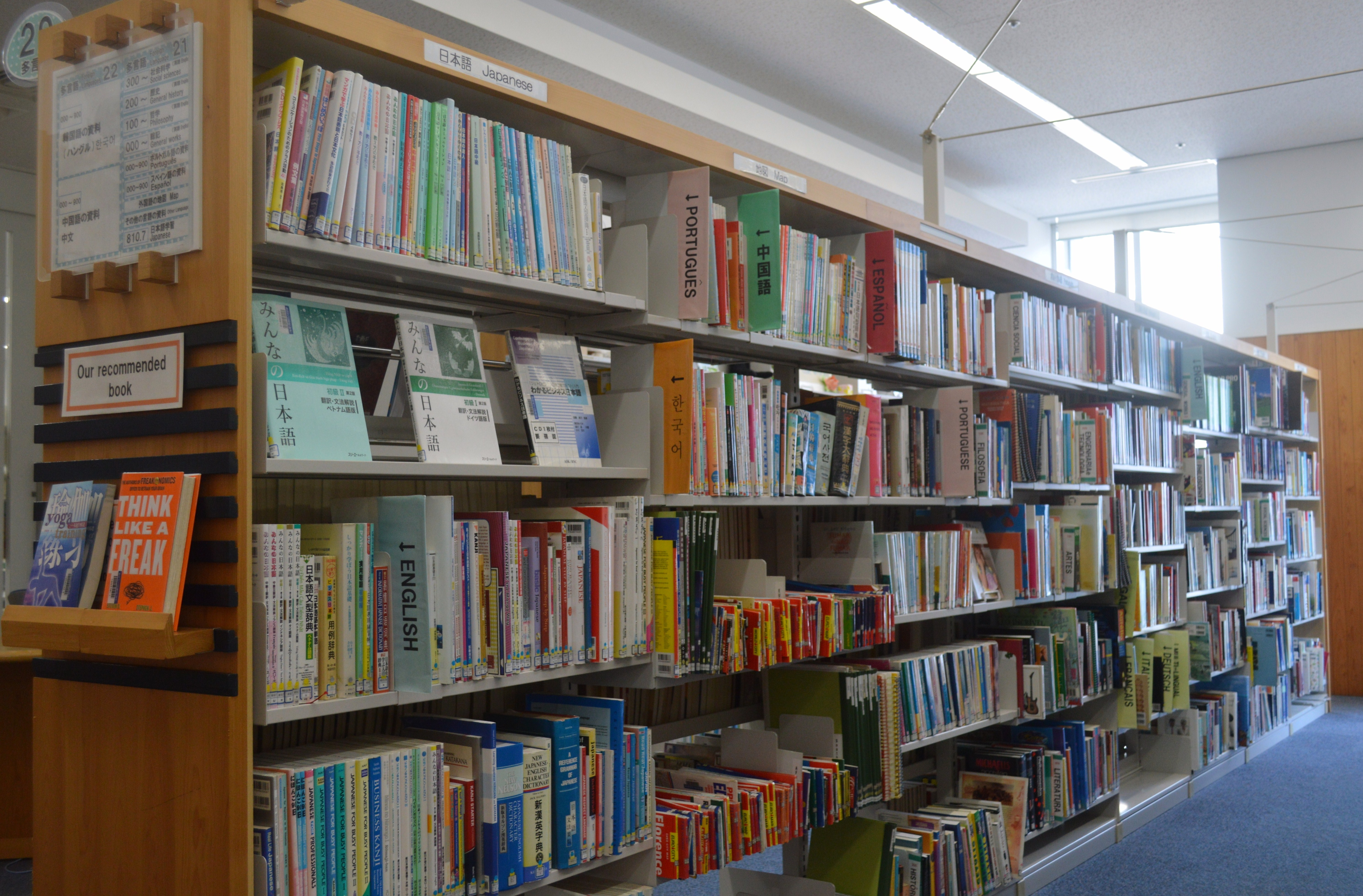
多言語コーナー

1999年（平成11年）の旧静岡市と清水市の外国人登録人口は計6,163人だったが、近年に両地域の外国人人口は急成長しており、2003年（平成15年）には計7,933人となった。御幸町図書館の基本構想における柱はビジネス支援サービスのみだったが、その後多言語サービスも柱の一つに位置づけられた。
今日では静岡市の人口の約1%を外国人が占めている。御幸町図書館が行っている多言語サービスの利用者層は、特に中国や韓国などアジア出身の留学生、英語圏出身の社会人と想定している。静岡市に在住する外国人の国籍を反映し、英語、中国語、ブラジルポルトガル語、韓国語で書かれた資料を収集している。2007年（平成19年）時点では各言語のベストセラー、生活実用書、文芸書、児童書、日本語学習書など書籍約4,000冊、雑誌・新聞40タイトルを収集しており、日常生活や観光などのパンフレットやチラシも収集している。御幸町図書館は静岡市国際課や静岡市国際交流協会などと協力関係にある。

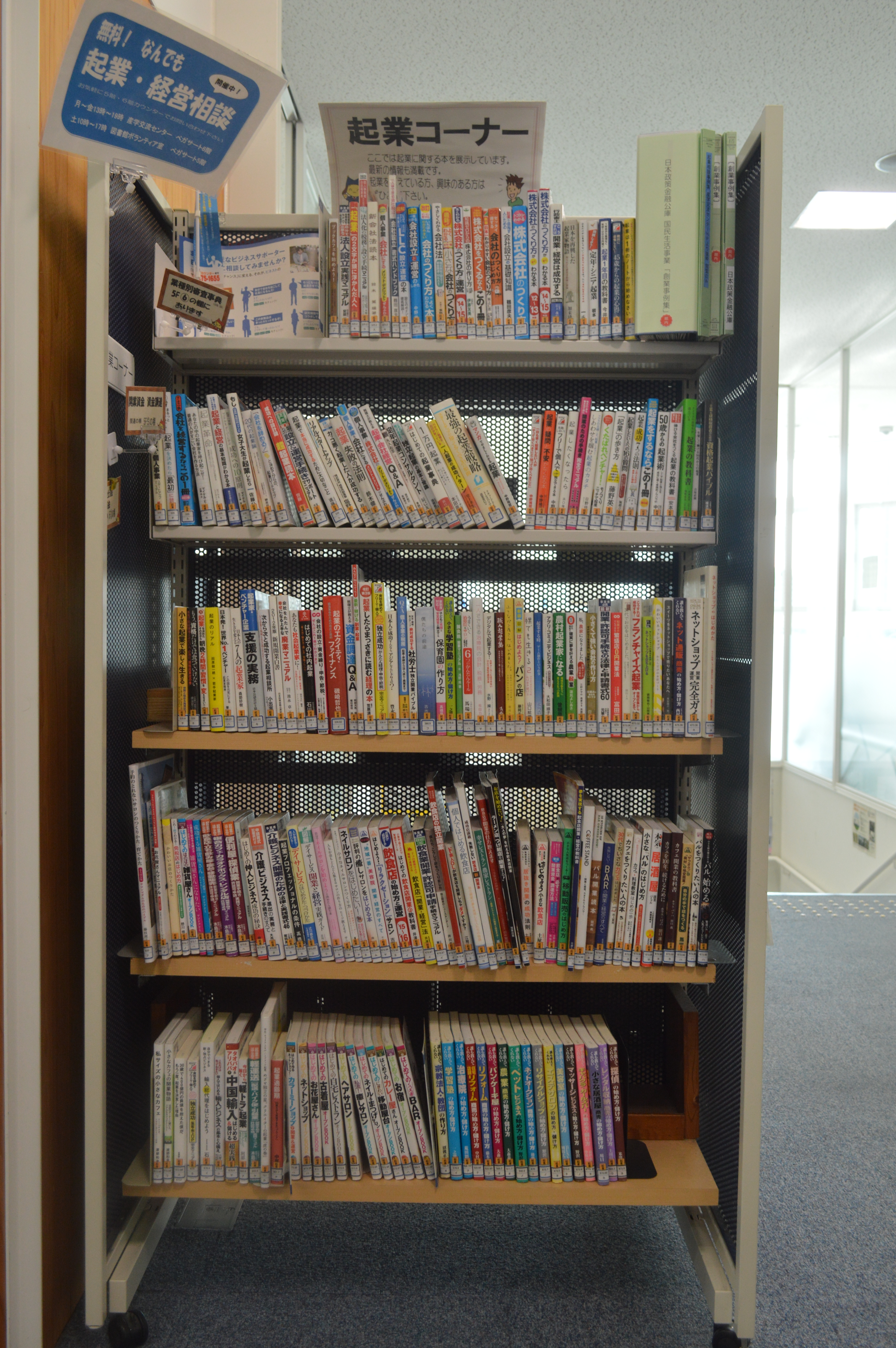
起業コーナー
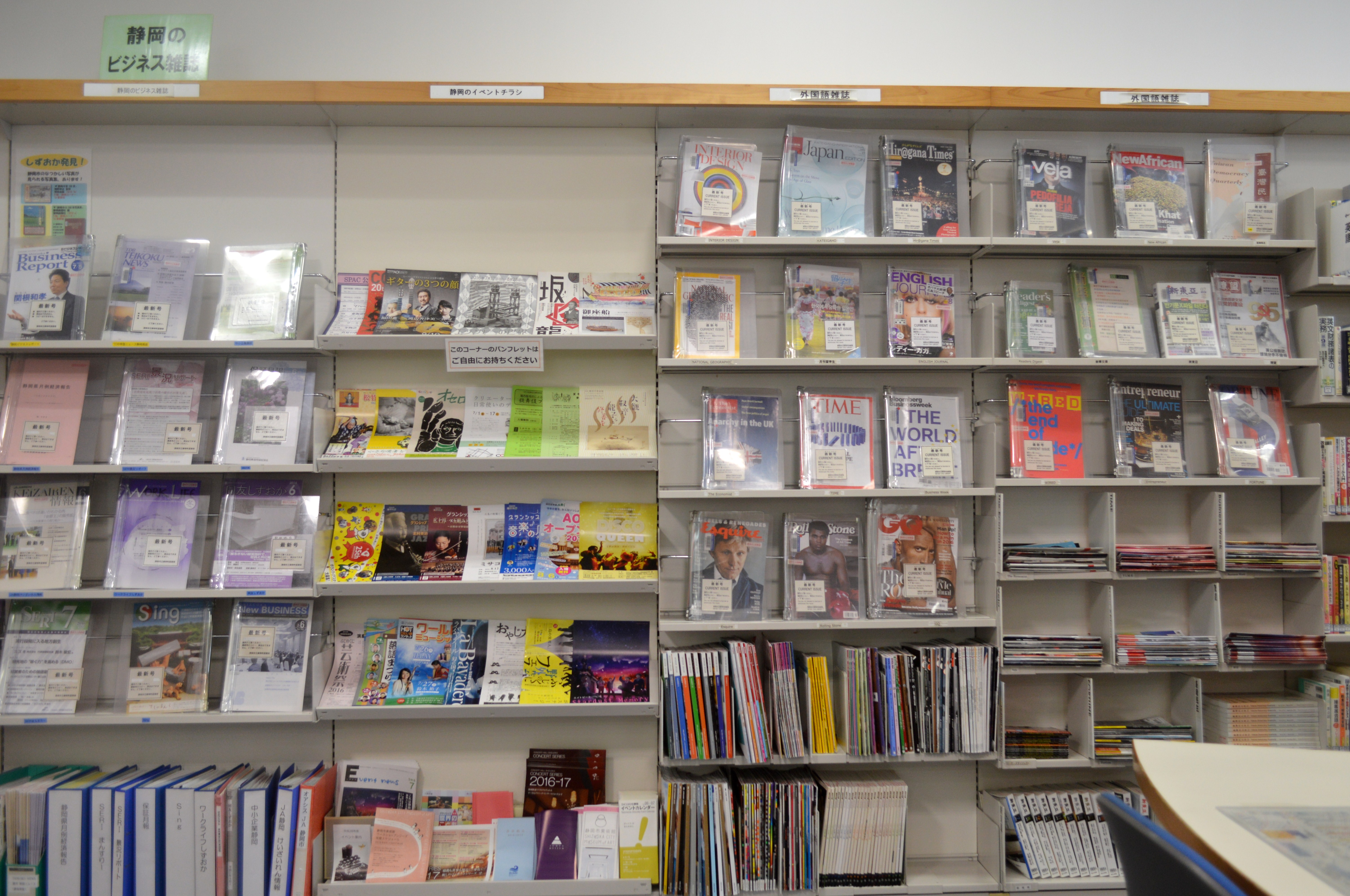
雑誌コーナー
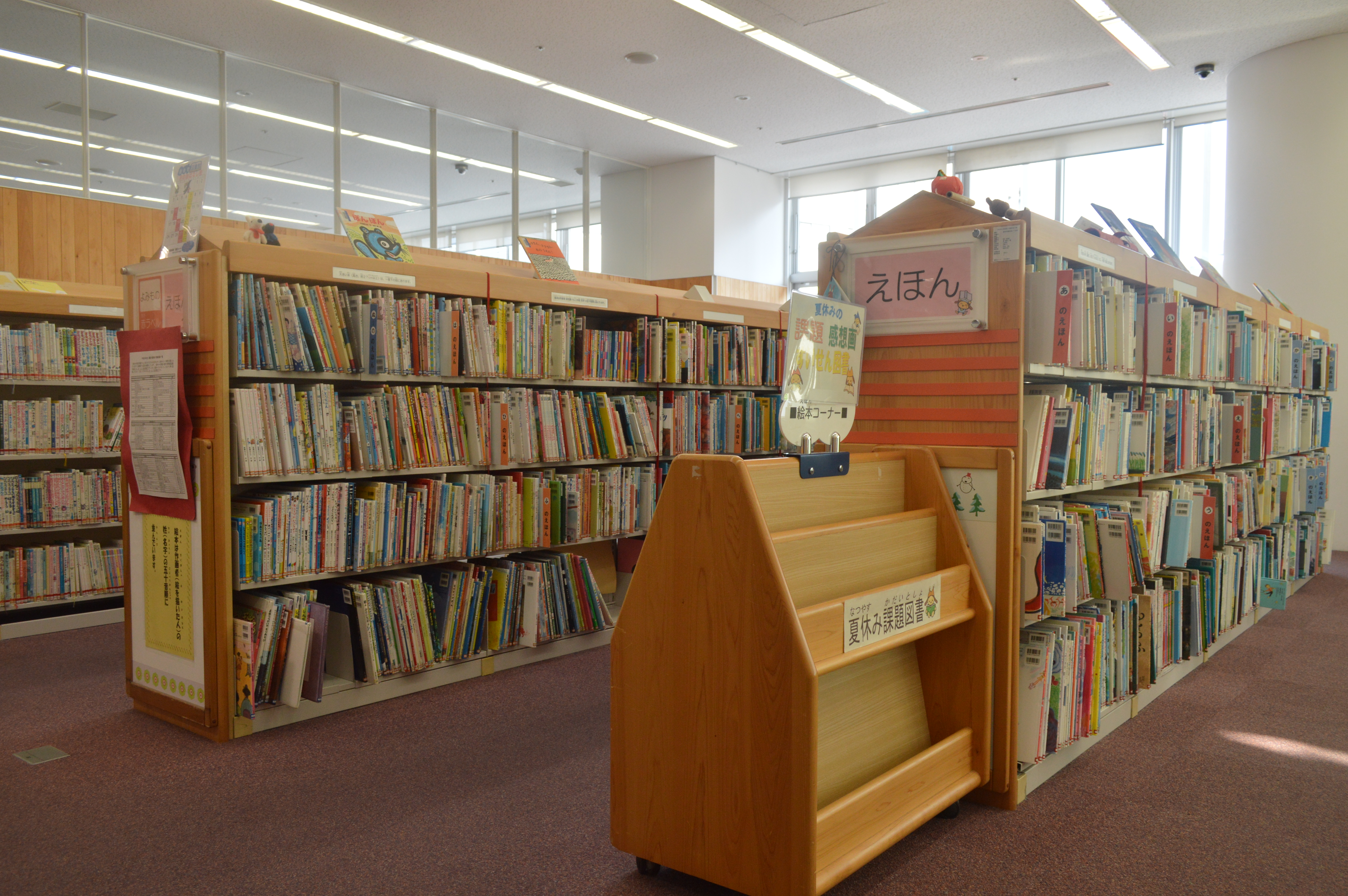
児童コーナー
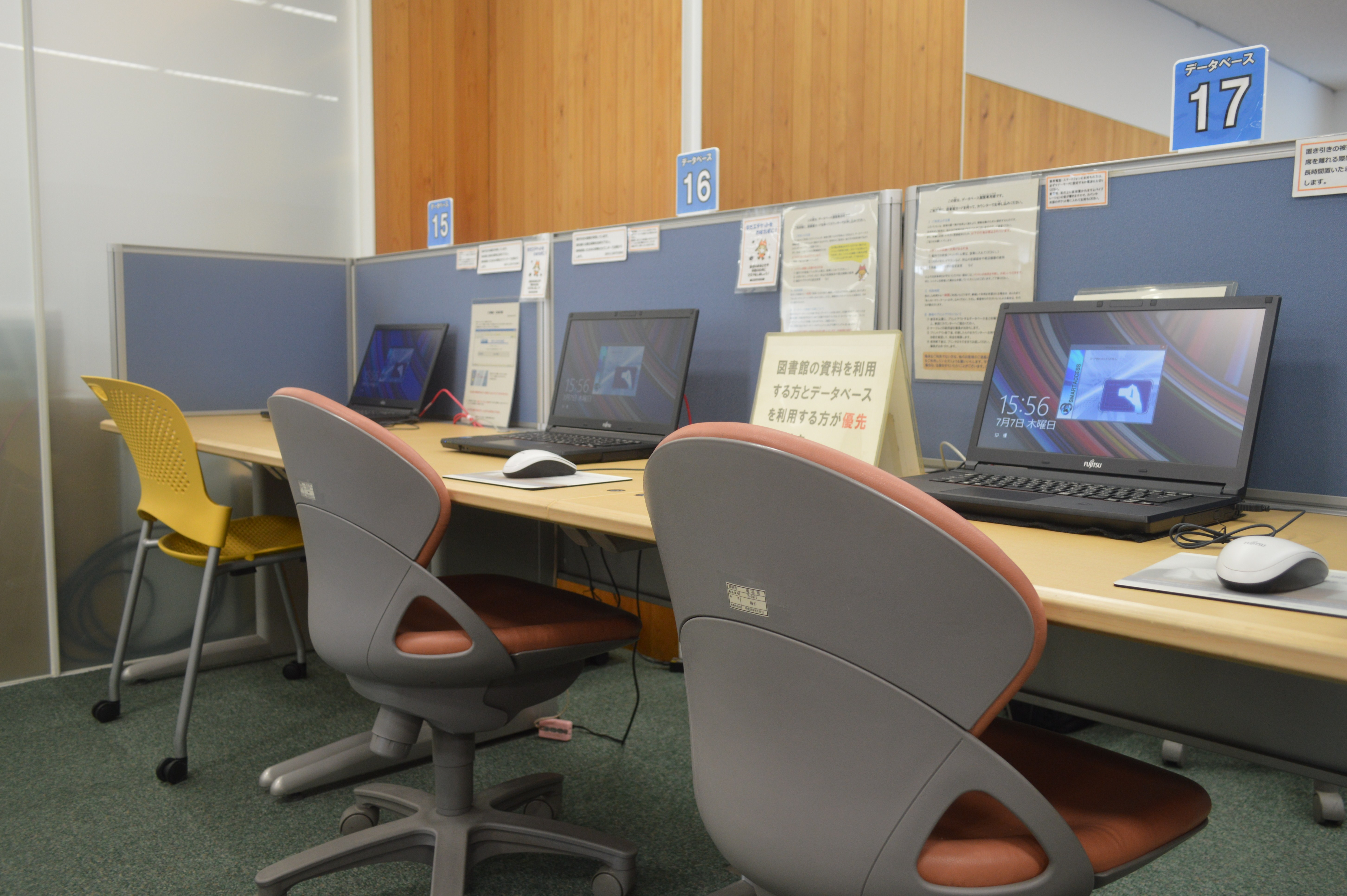
データベース席
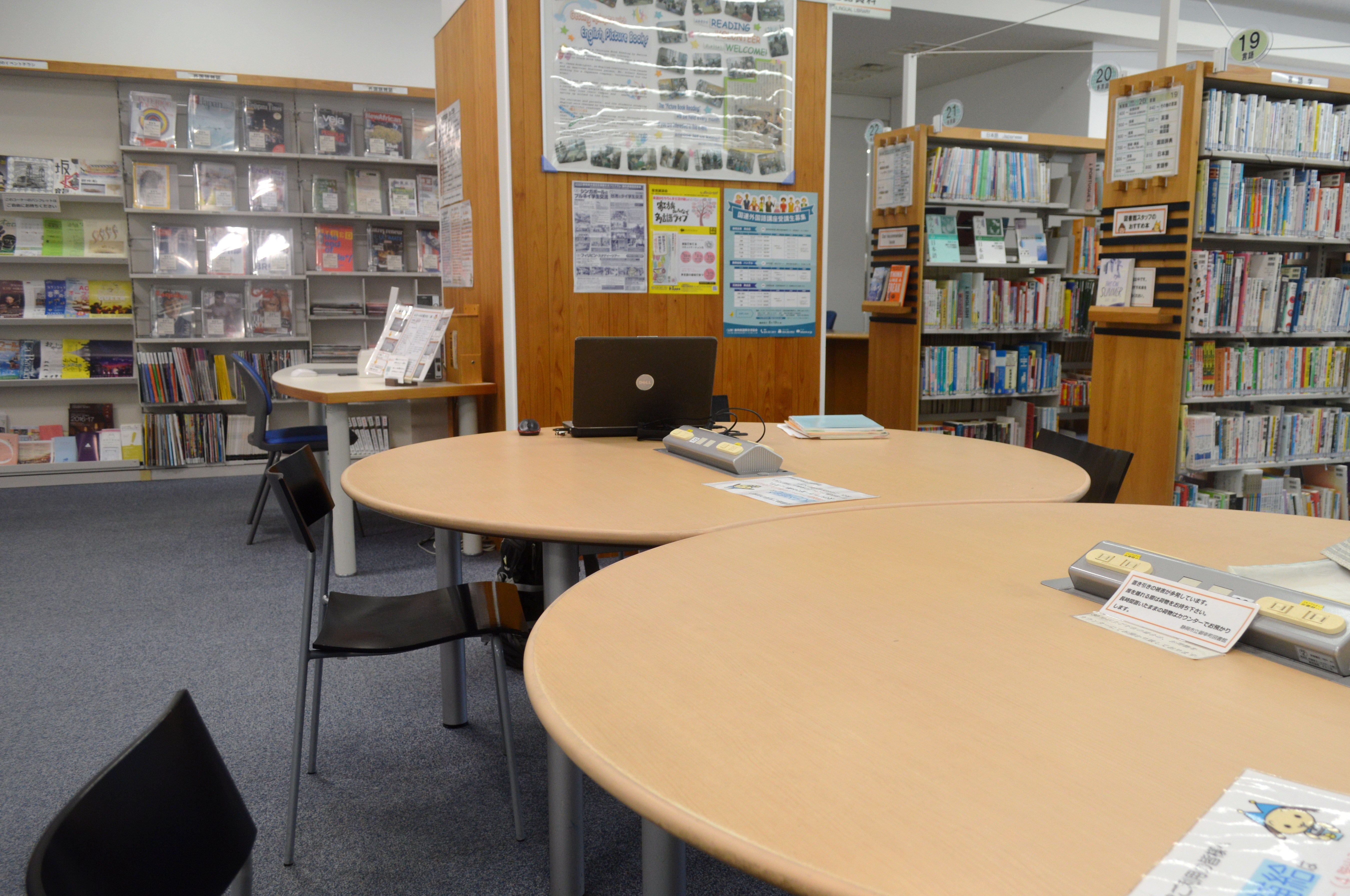
持込PC用電源が準備された閲覧席
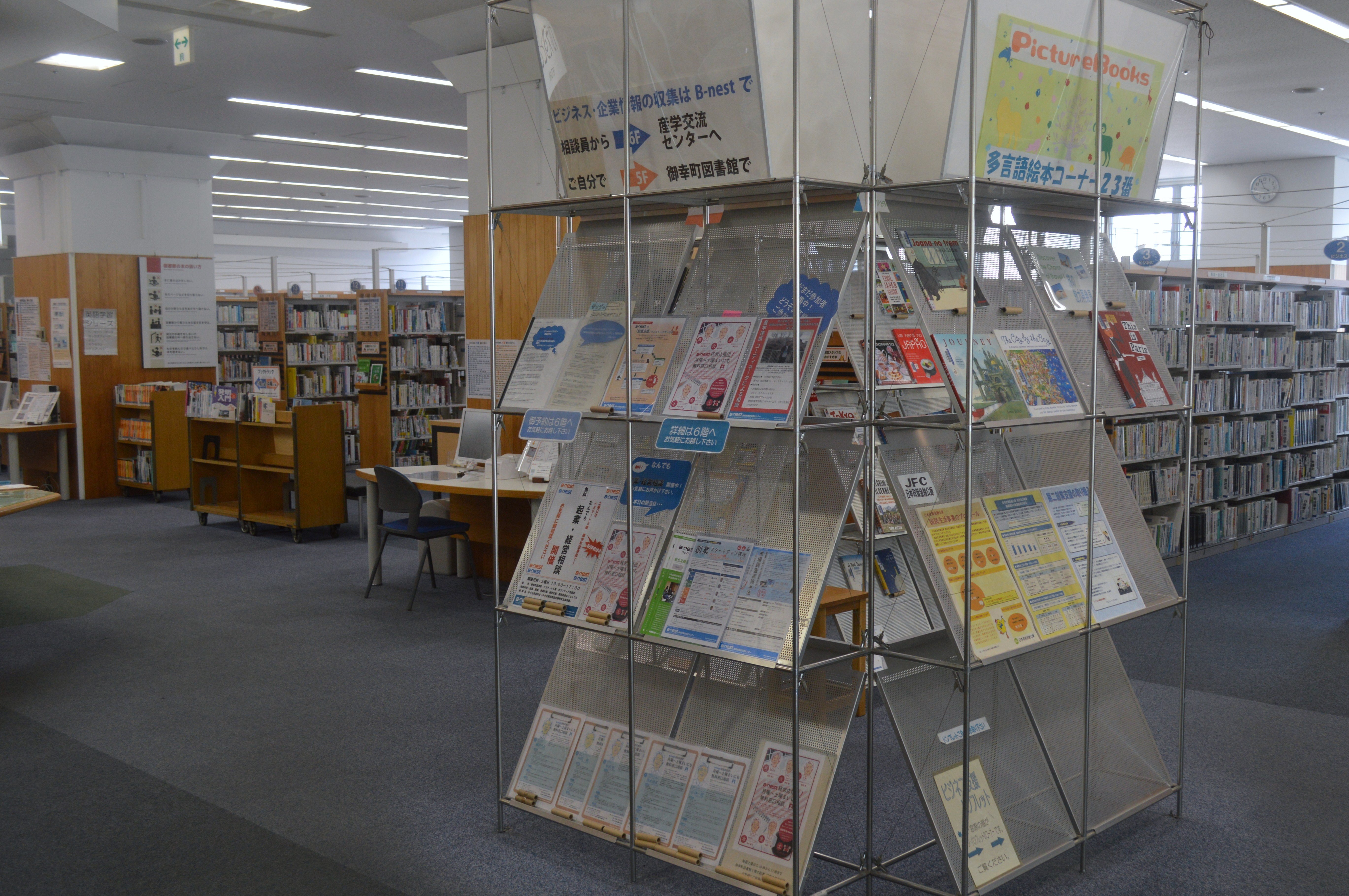
案内用ラック

## 統計
| 静岡市立図書館各館の蔵書数（2014年） | 静岡市立図書館各館の蔵書数（2014年） | 静岡市立図書館各館の蔵書数（2014年） | 静岡市立図書館各館の蔵書数（2014年） | 静岡市立図書館各館の蔵書数（2014年） |
| ------------------------------------ | ------------------------------------ | ------------------------------------ | ------------------------------------ | ------------------------------------ |
| 館                                   |                                      |                                      |                                      | 点数                                 |
| 1.清水中央                           | 1.清水中央                           |                                      | 481,446                              | 481,446                              |
| 2.中央                               | 2.中央                               |                                      | 437,735                              | 437,735                              |
| 3.南部                               | 3.南部                               |                                      | 299,039                              | 299,039                              |
| 4.西奈                               | 4.西奈                               |                                      | 182,427                              | 182,427                              |
| 5.長田                               | 5.長田                               |                                      | 158,041                              | 158,041                              |
| 6.御幸町                             | 6.御幸町                             |                                      | 151,976                              | 151,976                              |
| 7.清水興津                           | 7.清水興津                           |                                      | 124,624                              | 124,624                              |
| 8.北部                               | 8.北部                               |                                      | 110,589                              | 110,589                              |
| 9.藁科                               | 9.藁科                               |                                      | 104,005                              | 104,005                              |
| 10.蒲原                              | 10.蒲原                              |                                      | 98,764                               | 98,764                               |
| 11.麻機分館                          | 11.麻機分館                          |                                      | 62,726                               | 62,726                               |
| 12.美和分館                          | 12.美和分館                          |                                      | 54,215                               | 54,215                               |
| -.移動図書館                         | -.移動図書館                         |                                      | 20,218                               | 20,218                               |

| 静岡市立図書館各館の貸出数（2014年） | 静岡市立図書館各館の貸出数（2014年） | 静岡市立図書館各館の貸出数（2014年） | 静岡市立図書館各館の貸出数（2014年） | 静岡市立図書館各館の貸出数（2014年） |
| ------------------------------------ | ------------------------------------ | ------------------------------------ | ------------------------------------ | ------------------------------------ |
| 館                                   |                                      |                                      |                                      | 点数                                 |
| 1.南部                               | 1.南部                               |                                      | 876,069                              | 876,069                              |
| 2.中央                               | 2.中央                               |                                      | 749,426                              | 749,426                              |
| 3.清水中央                           | 3.清水中央                           |                                      | 624,959                              | 624,959                              |
| 4.御幸町                             | 4.御幸町                             |                                      | 437,780                              | 437,780                              |
| 5.長田                               | 5.長田                               |                                      | 423,255                              | 423,255                              |
| 6.西奈                               | 6.西奈                               |                                      | 379,605                              | 379,605                              |
| 7.北部                               | 7.北部                               |                                      | 277,860                              | 277,860                              |
| 8.清水興津                           | 8.清水興津                           |                                      | 191,927                              | 191,927                              |
| 9.藁科                               | 9.藁科                               |                                      | 142,760                              | 142,760                              |
| 10.蒲原                              | 10.蒲原                              |                                      | 99,789                               | 99,789                               |
| 11.麻機分館                          | 11.麻機分館                          |                                      | 90,417                               | 90,417                               |
| 12.美和分館                          | 12.美和分館                          |                                      | 80,634                               | 80,634                               |
| -.移動図書館                         | -.移動図書館                         |                                      | 30,162                               | 30,162                               |

2014年度のレファレンス件数は7,917件であり、清水中央図書館の6,043件、中央図書館の3,836件などを抑えて市内最多だった。静岡市の全館のレファレンス件数合計は42,560件だった。
2014年度の入館者数は467,780人であり、南部図書館の437,138人、中央図書館の331,897人などを抑えて市内最多だった。静岡市の全館の入館者数合計は2,432,014人だった。